# 吉米·沃克
吉米·沃克（英語：Jimmy Walker；1979年1月16日—）是一位美國高爾夫球運動員。他現在參加PGA巡迴賽的賽事。他在2001年開始參加PGA巡迴賽的賽事。沃克迄今已經贏得過5次PGA巡迴賽賽事的冠軍。